# Aldo Polo
Aldo Francisco Polo Ramírez (ur. 31 sierpnia 1983 w mieście Meksyk) – meksykański piłkarz występujący na pozycji defensywnego pomocnika lub prawego obrońcy.

## Kariera klubowa
Polo rozpoczynał swoją karierę piłkarską jako siedemnastolatek w czwartoligowej drużynie Tordos del Atlético Huejutla, skąd przeszedł później do występującego na tym samym szczeblu rozgrywek zespołu Tecamachalco FC. W połowie 2004 roku podpisał umowę z drugoligowym Estudiantes de Santander, gdzie spędził kolejne dwanaście miesięcy, zakończone spadkiem do trzeciej ligi meksykańskiej po sezonie 2004/2005. On sam pozostał jednak na zapleczu najwyższej klasy rozgrywkowej, podpisując umowę z ekipą Correcaminos UAT z siedzibą w mieście Ciudad Victoria, którego barwy również reprezentował przez rok w roli podstawowego gracza. W lipcu 2006 został graczem drużyny Dorados de Sinaloa z miasta Culiacán, również występującej w drugiej lidze. Tam od razu został kluczowym punktem zespołu i w wiosennym sezonie Clausura 2007 zdobył z nim mistrzostwo Primera División A, co wobec porażki w decydującym dwumeczu z Pueblą nie zaowocowało jednak awansem do pierwszej ligi. Dwukrotnie, w sezonach Apertura 2007 i Clausura 2008, dochodził z Dorados do finału rozgrywek drugoligowych.
Latem 2009 Polo został piłkarzem kolejnego zespołu z drugiej ligi, Club León. Tam jako podstawowy prawy defensor ekipy występował przez dwa lata, a w wiosennym sezonie Bicentenario 2010 zdołał powtórzyć jedno z osiągnięć odniesionych w Dorados, zajmując drugie miejsce w rozgrywkach Primera División A. W połowie 2011 roku jego dobre występy w drugiej lidze poskutkowały transferem do pierwszoligowego klubu Puebla FC. W meksykańskiej Primera División zadebiutował za kadencji szkoleniowca Sergio Bueno, 23 lipca 2011 w wygranym 1:0 meczu z Atlasem i szybko został jednym z regularnych graczy pierwszego składu. Premierowego gola w najwyższej klasie rozgrywkowej strzelił 4 listopada 2012, również w konfrontacji z Atlasem, tym razem zremisowanej 2:2. W styczniu 2013 został wypożyczony do swojego byłego klubu, drugoligowego Correcaminos UAT.
| Sezon     | Klub               | Kraj   | Rozgrywki        | Mecze | Bramki |
| --------- | ------------------ | ------ | ---------------- | ----- | ------ |
| 2004/2005 | Altamira FC        | Meksyk | Liga de Ascenso  | 32    | 0      |
| 2005/2006 | Correcaminos UAT   | Meksyk | Liga de Ascenso  | 31    | 0      |
| 2006/2007 | Dorados de Sinaloa | Meksyk | Liga de Ascenso  | 38    | 4      |
| 2007/2008 | Dorados de Sinaloa | Meksyk | Liga de Ascenso  | 38    | 2      |
| 2008/2009 | Dorados de Sinaloa | Meksyk | Liga de Ascenso  | 25    | 5      |
| 2009/2010 | Club León          | Meksyk | Liga de Ascenso  | 26    | 2      |
| 2010/2011 | Club León          | Meksyk | Liga de Ascenso  | 28    | 1      |
| 2011/2012 | Puebla FC          | Meksyk | Primera División | 25    | 0      |
| 2012/2013 | Puebla FC          | Meksyk | Primera División | 11    | 1      |
| 2012/2013 | Correcaminos UAT   | Meksyk | Liga de Ascenso  |       |        |